# Glistoliki mišići (stopalo)
Glistoliki mišići stopala (latinski: Mm. lumbricales) zajedno s m. guadratus plantae, spadaju u srednji sloj srednje grupe mišića tabana. Služe svaijanju u metatarzofalangealnim zgobovima prstiju II. – V. Polazište su im hvatišne tetive m.flexor digitorum longus, a hvatište zglobne čahure metatarzofalangealnih zglobova II. – V., baze osnovnih falangi II. – V. te dorzalna aponeuroza prstiju II. – V.
Živci koji prolaze kroz ove mišiće jesu: Mm.lumbricales I. i II.: n.plantaris medialis, mm.lubricales III. i IV.: n.plantaris lateralis (S1-S2); arcus plantaris profundus.